# Projekt Lutostańskiego
Projekt Lutostańskiego – opracowany pod kierunkiem Karola Lutostańskiego z ramienia Komisji Kodyfikacyjnej projekt uregulowania osobowego prawa małżeńskiego w Polsce, oparty na nowoczesnych zasadach i opublikowany w 1931. Wobec silnego sprzeciwu Kościoła katolickiego projekt nie trafił nigdy pod obrady Sejmu II Rzeczypospolitej, choć zgodnie z ustawą Sejm powinien był rozpatrzyć projekt.

## Przebieg prac
Zadanie powierzone podkomisji Lutostańskiego wynikało z konieczności ujednolicenia prawa cywilnego w niepodległym państwie polskim, na którego terytorium funkcjonowało pięć zastanych kodeksów prawnych: niemiecki, austriacki, rosyjski, napoleoński i węgierski, wśród których rosyjski reprezentował formę wyznaniową, austriacki – mieszaną, a pozostałe – świecką.
Pierwszym referentem Komisji Kodyfikacyjnej w zakresie prawa małżeńskiego został były poseł austriackiej Rady Państwa, konserwatysta, profesor prawa UJ Władysław Leopold Jaworski. Na posiedzeniu sekcji prawa cywilnego Komisji 29 marca 1920 Jaworski przedstawił zgodną z duchem austriackiego Powszechnego kodeksu cywilnego (Allgemeines bürgerliches Gesetzbuch) z 1811 propozycję zasad polskiego prawa małżeńskiego, zakładającą dowolny wybór świeckiej lub religijnej formy zawarcia małżeństwa i możliwość rozwodów. Większość komisji odrzuciła wówczas postulat rozwodów za obustronną zgodą, wskazując także na spodziewany opór Kościoła. Jaworski skonsultował projekt z Episkopatem Polski, który zadeklarował zwalczanie zawartych w nim rozwiązań wszelkimi środkami, wobec czego Jaworski wycofał się z prac nad projektem. Na zlecenie Episkopatu arcybiskup lwowski Józef Bilczewski przygotował list pasterski, ogłoszony w 1922, który odrzucał wszelką regulację małżeństwa – jako sakramentu – przez władze świeckie i wzywał wiernych do głosowania w wyborach przeciwko popierającym ją stronnictwom.
Prace nad projektem prawa małżeńskiego zostały wznowione w 1924 poprzez utworzenie podkomisji przygotowawczej z Lutostańskim na czele, z której w 1927 wyłoniona została podkomisja prawa małżeńskiego w takim samym składzie. Po trzech czytaniach podkomisja ustaliła tekst projektu, uchwalony następnie przez Komisję Kodyfikacyjną 4 października 1927 i przyjęty w skróconym trybie przez Komitet Organizacji Prac Komisji Kodyfikacyjnej 28 maja 1929.
W październiku 1931 Lutostański przedstawił projekt publicznie, ogłosił także drukiem jego zasady.

## Założenia i treść
Projekt opierał się na zasadzie bezpośredniej relacji obywatela z państwem i zrywał z oparciem prawa małżeńskiego na prawie wyznaniowym, wyznaczając związkom wyznaniowym rolę pomocniczą. Wprowadzał świeckie urzędy stanu cywilnego, dopuszczał rozwody i przekazywał sprawy unieważnienia małżeństwa, separacji i rozwodu do wyłącznej kompetencji sądów powszechnych.
Nowe prawo małżeńskie przewidywało całkowite równouprawnienie żony i męża. Dopuszczało unormowanie majątkowych stosunków na zasadzie umowy. Systemem ustawowym był system podziału dorobku, który polegał na tym, że w trakcie trwania małżeństwa majątek zarówno wniesiony, jak i dorobkowy stanowił indywidualną własność każdego z małżonków, którzy mogli – każdy samodzielnie – nim rozporządzać. Po ustaniu małżeństwa cały majątek dorobkowy łączono w jedną masę i dzielono na dwie równe części, z których w razie śmierci jednego z małżonków połowa majątku przypadała żyjącemu, a druga spadkobiercom zmarłego; w razie rozwodu każdy ze współmałżonków zatrzymywał połowę, bez względu na wysokość swego wkładu w majątek dorobkowy.

## Odbiór
Podobnie jak wcześniejszy projekt Jaworskiego, projekt Lutostańskiego napotkał na opór Kościoła katolickiego i związanych z nim kręgów. Watykan i Episkopat Polski sprzeciwiły się laicyzacji małżeństwa i jego wyłączeniu spod jurysdykcji prawa kanonicznego. Prymas August Hlond przypisał projektowi rzekomą zbieżność z ustawodawstwem bolszewickim obowiązującym w ZSRR i wezwał wiernych do protestów. W szeroko zakrojoną akcję propagandową przeciwko rządowi Aleksandra Prystora zaangażowała się obok duchowieństwa Akcja Katolicka i środowiska prawicy. Wiceminister wyznań religijnych i oświecenia publicznego Bronisław Żongołłowicz zapowiedział, że projekt nie będzie wniesiony pod obrady parlamentu, a minister Janusz Jędrzejewicz bronił w Sejmie 20 stycznia 1932 jedynie rządu przed atakami, odżegnując się od samego projektu. Przeciwko projektowi wystąpiła wówczas m.in. grupa profesorów prawa na Uniwersytecie Jana Kazimierza we Lwowie: Oswald Balzer, Edward Dubanowicz, Stanisław Głąbiński i Leon Piniński.
Do kolportowanych przez prawicę zarzutów o bolszewizm projektu dołączyła za sprawą publikacji antysemickiego demagoga ks. Stanisława Trzeciaka teoria spiskowa o próbie zaszczepienia przez projekt prawa talmudycznego na gruncie polskim.
Entuzjazm wobec spodziewanego podania projektu do wiadomości publicznej wyraził 23 października 1931 związany z rządem „Express Poranny”, powołując się na komentarz Tadeusza Boya-Żeleńskiego dla „Wiadomości Literackich”. Boy-Żeleński skrytykował przedłużające się utrzymywanie projektu w tajemnicy i bierność wyczekującego nań społeczeństwa. Projekt był istotnie wstrzymywany po jego pierwotnym uchwaleniu przez Komisję Kodyfikacyjną 4 października 1927 w obawie przed wpływem środowisk prawicowych na opinię publiczną.

## Nawiązania
Porzucony przez rząd Prystora projekt został wykorzystany przy redagowaniu dekretu prezydenckiego „Prawo małżeńskie” z 1945, a także przez Seweryna Szera, Jana Wasilkowskiego i Aleksandra Woltera podczas prac nad ujednoliceniem prawa małżeńskiego zainicjowanych w Polsce ludowej w 1945 . W 1956 premier Józef Cyrankiewicz powołał do życia nową Komisję Kodyfikacyjną, która nawiązując nazwą do przedwojennej kontynuowała m.in. prace nad prawem małżeńskim.